# Scott McKenzie
Scott McKenzie, nome artístico de Philip Wallach Blondheim (Jacksonville Beach, 10 de janeiro de 1939 — Los Angeles, 18 de agosto de 2012) foi um cantor e compositor estadunidense que iniciou sua carreira em meados da década de 1950 e  tornou-se mundialmente conhecido com a música San Francisco (Be Sure to Wear Some Flowers in Your Hair), escrita para ele por John Phillips, o líder do grupo The Mamas & the Papas.

## Biografia
Scott McKenzie nasceu na Flórida, aos seis meses seus pais mudaram-se para Asheville, Carolina do Norte, onde seu pai faleceu em 1941, quando Mckenzie acabara de completar 2 anos. Após a morte do pai, a mãe de Scott mudou-se para Washington, DC em 1942 a fim de empregar-se no serviço público. Devido ao início da Segunda Guerra Mundial as viagens e alojamentos estavam muito caros, o que impossibilitou que Scott Mackenzie acompanhasse a mãe, dificultando também que lhe fizesse visitas, que aconteciam esporadicamente, normalmente uma vez ao ano. Até 1946 Scott viveu com o avô e depois com três outras famílias na Carolina do Norte, Kentucky e Rhode Island, quando sua mãe conseguiu alugar dois quartos e buscá-lo para morar com ela.

### A chegada da música
Em meados da década de 1950, Scott se interessou em cantar e tocar guitarra. Foi nesse período que conheceu o Papa John Phillips, que juntamente com ele formou o grupo "The Abstracts", mais tarde renomeado para "The Smoothies", que a princípio fazia apresentações em casas noturnas, chegando em 1960 à gravação dos primeiros singles, produzido por Milt Gabler. Então o grupo foi novamente renomeado para "The Journeymen" com a chegada de Dick Weissman, considerado então o melhor com o banjo de cinco cordas, tornado-se um trio folk. Com essa formação foram gravados três álbuns para a Capitol Records. Mais tarde John deixou o "The Journeymen" e tornou-se um dos Papas no grupo The Mamas and the Papas. Scott McKenzie seguiu carreira solo, mas após a gravação do segundo álbum, se retirou do cenário musical, fazendo apenas participações e aparições raras, onde normalmente executava a canção "San Francisco".
Scott foi casado por um breve período com uma antiga namorada, Anzy Wells, mas logo o casamento acabou, e ele nunca teve filhos. Conhecido como intérprete do hino da contracultura na década de 60, Scott, depois de lutar por anos contra as devastadoras ações da síndrome de Guillain-Barré, uma doença degenerativa do sistema nervoso, morreu em 18 de agosto de 2012.

## Citação
“Quando San Francisco foi lançada na primavera de 1967, meu país vivia um caos. Além de sofrermos por assassinatos políticos, estávamos amargamente divididos pela escalada da Guerra do Vietnã e sangrando por atos internos de violência e ódio, muitos deles como reação a pacíficos protestos e demonstrações pelos direitos civis. Mesmo quando tantos de nós já havíamos perdido as esperanças, quando o Verão do Amor já estava se transformando num Inverno de Desespero, nossa música nos ajudou a manter-nos vivos e nos levar em frente num mundo que ainda tínhamos esperança de mudar. E ela ainda faz isso hoje.— Scott McKenzie

## Discografia
Scott Mackenzie gravou poucos álbuns, e seu grande sucesso foi  "San Francisco", do álbum The Voice of Scott McKenzie.

### Álbuns
- 1967 - The Voice of Scott McKenzie
- 1970 - Stained Glass Morning

### EPs
- 1967 - San Francisco
- 1967 - The Voice of Scott McKenzie

### Sampler
- 1967 - San Francisco (Be Sure To Wear Flowers In Your Hair)
- 1991 - San Francisco - The Very Best of Scott McKenzie
- 1998 - Spirit Voices
- 2001 - Stained Glass Reflections: Anthology, 1960-1970
- 2005 - Superhits

### Singles
- 1967 - Look in Your Eyes / All I Want is You
- 1967 - No, No, No, No, No / I Want to be Alone
- 1967 - San Francisco (Be Sure to Wear Some Flowers in Your Hair) / What's the Difference
- 1967 - Like an Old Time Movie / What's the Difference (Chapter II)
- 1968 - Holy Man / What's the Difference (Chapter Three)
- 1970 - Going Home Again / Take a Moment